# SN 1998aq

Spektrum supernowej w dzień od maksimum jasności

SN 1998aq – supernowa typu Ia odkryta 13 kwietnia 1998 roku przez astronoma amatora Marka Armstronga. Znajdowała się w galaktyce NGC 3982 w gwiazdozbiorze Wielkiej Niedźwiedzicy.